# Dora Wenneker-Iven

Dora Iven (1906), Porträt von Hans Christiansen (1866–1945)

Dora Iven (1906), Bild von Hans Christiansen (1866–1945)

Dora Franziska Erwine Wenneker-Iven (manchmal auch nur Dora Wenneker; * 9. Oktober 1889 in Altona; † 25. Juni 1980 in Hamburg) war eine Blankeneser Fabrikantentochter, Landschaftsmalerin und Mäzenin.

## Leben

Ehemalige Iven-Villa und späteres Elbkurhaus

Eingangshalle der Iven-Villa (um 1918)

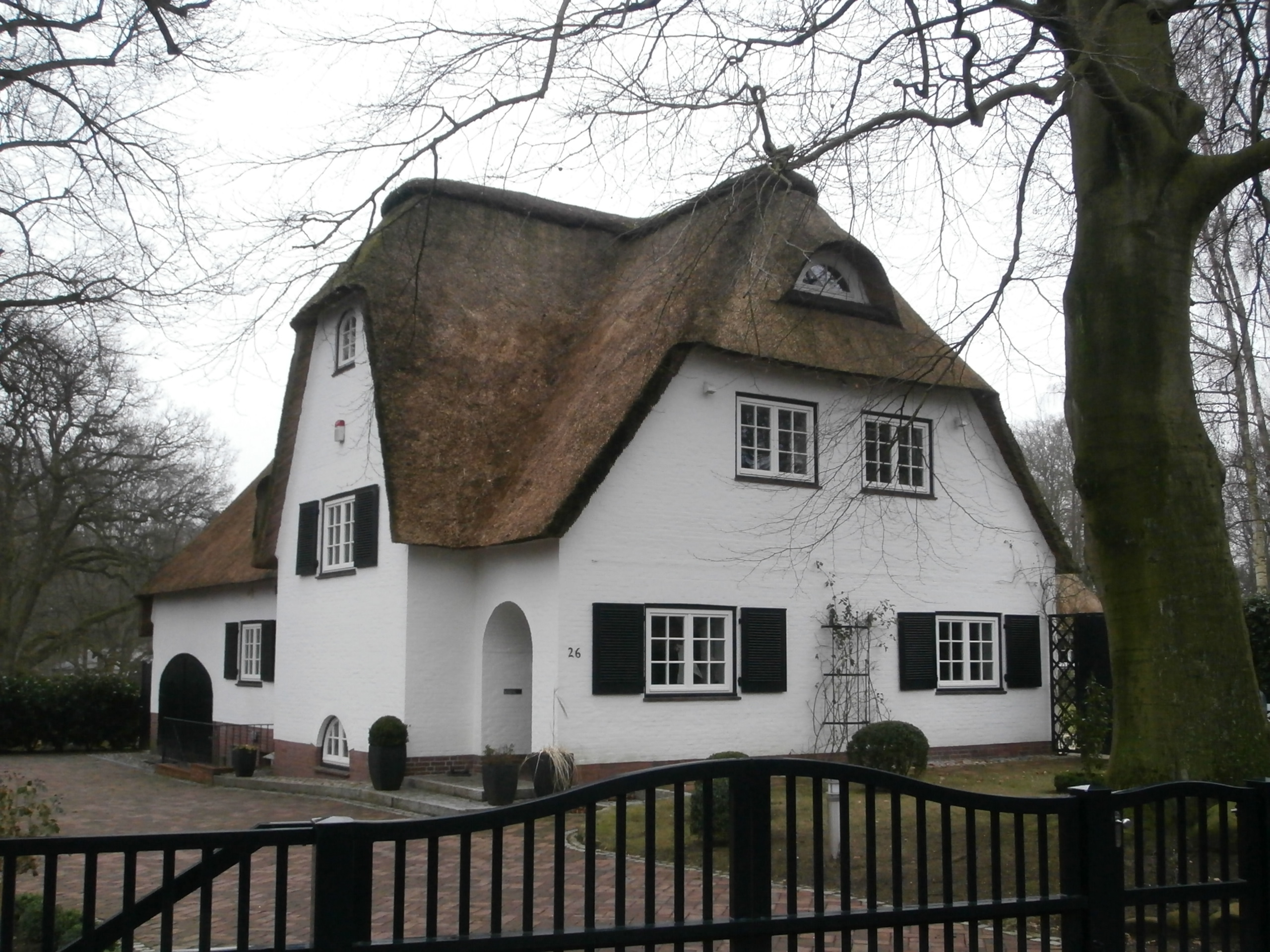
Blankenese, Baurs Park Nr. 26: Hier wohnte Wenneker-Iven ab 1941 (2013)

Dora Wenneker-Iven entstammte sowohl väterlicher- als auch mütterlicherseits der bekannten Hamburger Kaufmanns-, Fabrikanten- und Handwerkerfamilie Iven. Ihr Vater Wilhelm Christoph Peter Iven (1862–?) besaß die Altonaer Tapetenfabrik Hansa; ihre Mutter Marie war eine Tochter des Segelmachers Peter Theodor Iven (1821–1892). Dora war das älteste Kind von insgesamt dreizehn Geschwistern.
Ihre frühe Kindheit verlebte Dora Iven im damals noch ländlich geprägten Bahrenfeld. Anfang des 20. Jahrhunderts verzog die Familie nach Blankenese. Dort hatte der Vater, in der Erinnerung der Künstlerin „ein autoritärer, ein patriarchalischer Mann“, „ein Mustertyp des großbürgerlichen Vaters um die Jahrhundertwende“, ein altes Fabrikgebäude unterhalb des Blankeneser Mühlenbergs gekauft, um es für seine Großfamilie zu einer stattlichen Villa umzubauen.
Dora Iven besucht zunächst die Altonaer Mädchen-Gewerbeschule und wechselte nach deren Absolvierung an die Hamburger Gewerbeschule für Mädchen. Dort wurde sie unter anderem von der Holzschneiderin Margarethe Havemann und von dem Maler Eduard Steinbach (1878–1939) unterrichtet. Als Entdecker der künstlerischen Begabung Dora Ivens gilt Hans Christiansen, damals Kunstprofessor in Darmstadt und einer der von Vater Iven engagierten Tapeten-Designer. Von ihm stammt unter anderem ein Porträt der jugendlichen Dora Iven (siehe Bild). Er empfahl für die Ausbildung der Sechzehnjährigen den Besuch einer Kunstschule. Der Vater willigte ein, verlangte aber, dass sie zuvor eine weitere hauswirtschaftliche Ausbildung absolvierte, was dann auch in einem Wiesbadener Institut mit angeschlossenem Internat geschah. Danach begab sich Dora auf eine Studienreise noch England, wo sie künstlerischen Privatunterricht bei dem britischen Maler und Designer Davidson erhielt. Schließlich studierte sie bei Hans Christiansen in Darmstadt.
Mit ihrer Mutter und einigen ihrer Schwestern unternahm Dora Iven Ende des ersten Jahrzehnts des 20. Jahrhunderts eine Urlaubsreise nach Wyk auf Föhr. Dort lernte sie auf der Kurpromenade den Seeoffizier Franz Wenneker (1881–1952) kennen. Am 10. Juni 1911 heirateten die beiden. Franz Wenneker gab seine Offiziersstelle auf und verdiente seinen Lebensunterhalt in der Tapetenmanufaktur seines Schwiegervaters.
Neben der Malerei beschäftigte sich Wenneker-Iven auch mit der künstlerischen Fotografie. Dafür hatte sie in ihrem Blankeneser Haus an der Straße Ole Hoop, Nr. 3, eigens ein Labor eingerichtet. Auch war sie in zahlreichen Sportarten aktiv, darunter im Rodeln, Schwimmsport, Segeln und im Motorsport. Sie galt als eine hervorragende Tennis- sowie Hockeyspielerin.
Dora Wenneker-Iven konnte aufgrund der guten wirtschaftlichen Verhältnisse, in denen sie lebte, sowohl ihrer Kunst und als auch anderen Interessen ohne Gewinnabsichten nachgehen. Sie stellte ihr „ansehnliches und bedeutendes Werk“ nur selten aus, weil sie – wie sie es häufig begründete – „den vielen Künstlern, die von ihrer Arbeit leben müssen, den Raum nicht nehmen“ wollte.
Zu den Künstlern, die sie förderte, gehörte auch der Norderneyer Musiker und Maler Hans Trimborn (1891–1979). Bei welcher Gelegenheit er Dora Wenneker-Iven kennenlernte, ist nicht bekannt. Belegt ist aber, dass er häufig bei ihr zu Gast war. Im Jahr 1928 begegnete Trimborn in ihrem Haus Hans Timm (1893–1974), einem Anhänger der Freiwirtschaftslehre Silvio Gesells und Mitinitiator des WÄRA-Geldexperiments. Trimmborn freundete sich mit ihm an und lud ihn im September 1930 zu einem Vortrag nach Norderney ein. Die Norderneyer Badezeitung berichtete darüber unter der Überschrift „Wära-Vortrag mit Ansprache von Hans Timm, Begründer der Wära-Aktion“. Daraus entwickelte sich das Norderneyer Freigeld-Experiment, über dessen Ergebnis der homöopathische Inselarzt Anton Nordwall, ebenfalls ein Vertreter der Ideen Silvio Gesells, begeistert berichtete: „Es ist richtig, daß hier die Wära fast restlos angenommen wird, besonders in Norden, zum Bespiel nicht von den Krämern [Einzelhändlern], sondern von allen Grossisten [...] alle nehmen Wära an, die Banken sogar, ohne daß einer uns vorher mit ihnen über die Sache gesprochen hätte.“
Im Jahr 1932 wohnte Trimborn über einen längeren Zeitraum im Haus der Familie Wenneker-Iven. Grund war, sein abgebrochenes Medizinstudium an der Hamburg Universität wieder aufzunehmen. Dem Versuch war aber kein Erfolg beschieden. Zwischen Trimborn und Wenneker-Iven entwickelte sich eine enge Freundschaft, das zumindest zeigen auch die vielen Besuche Wenneker-Ivens auf Norderney sowie der umfangreiche Briefwechsel zwischen den beiden. Künstlerische Dokumente dieser Beziehung sind auch zwei Porträts der Blankeneser Malerin, die im Nachlass Trimborns zu finden sind.
Im Jahr 1941 zog Dora Wenneker-Iven mit ihrer jüngsten Tochter in das reetgedeckte, heute unter Denkmalschutz stehende Haus im Blankeneser Baurs Park (siehe Bild). In der ersten Etage des Hauses befand sich ihr Atelier. Auch im Alter war sie noch als Mäzenin tätig. Dabei unterstützte sie nicht nur Maler und Malerinnen. Auch zum Beispiel das auf Kinder spezialisierte Tournee Theater Hamburg sowie das bekannte Open Air Festival, das im Juni 1970 im Flottbeker Reitstadion stattfand und bei dem unter anderem Steamhammer, Mungo Jerry, Black Sabbath und Uriah Heep auftraten, finden sich auf ihrer Förderliste.
Dora Wenneker-Iven verstarb im Sommer 1980. Ihr Grab befindet sich auf dem Blankeneser Friedhof am Sülldorfer Kirchenweg, Nt. 151 (Grablage O 152). Dort wurden auch ihr Schwiegersohn, der Schauspieler Franz-Rudolf Eckardt (1908–1970), und dessen Ehefrau Anneliese (1918–2011) bestattet.

## Familie
Aus Dora Wenneker-Ivens Ehe mit Franz Wenneker gingen drei Töchter hervor: Charlotte (* 1913), Ursula-Annamaria (* 1915) und Anneliese (* 1918). Die älteste Tochter heiratete nach Guatemala; die jüngste Tochter Anneliese († 2011) vermählte sich mit dem Schauspieler Franz-Rudolf Eckardt (1908–1970). Sohn des Ehepaares und damit Enkel Dora Wenneker-Iven ist der Journalist und Karikaturist Emanuel Eckardt (* 1942).

## Werk
Wenneker-Ivens Grafiken, Aquarelle und Ölbilder befassen sich vor allem mit den Landschaften der Niederelbe. Dazu gehörte unter anderem das Gebiet um die Mündung der linkselbischen Este, die Haseldorfer Marsch sowie das Landschaftsschutzgebiet Holmer Sandberge. Aber auch der malerische Elbuferort Blankenese war Gegenstand ihres künstlerischen Schaffens. Einer ihrer Enkel schrieb später in einem Reiseführer: „Meine Großmutter, die Malerin Dora Wenneker-Iven, zog mit ihrer Staffelei in die Treppen, zeichnete die Weiden am Strandweg oder die Schlepper mit ihren schwarzen Rauchfahnen von Bord der Ole Hoop, die Alex Breckwoldt segelte.“
Weitere künstlerische Impulse lieferten die vielen Reisen, die Dora Wenneker-Iven im Lauf ihres Lebens unternahm. Darunter sind eine Weltreise gleich nach ihrer Hochzeit im Jahr 1911 sowie – in den 1950er Jahren – zwei Reisen nach Guatemala, wo eine ihrer Töchter mit Familie lebte. In Guatemala City fand eine größere Ausstellung ihrer Bilder statt, über welche die dortigen Medien ausführlich berichteten.
Wenneker-Ivens Bilder befinden sich vor allem im Familien- bzw. Privatbesitz, einige auch in öffentlichen Einrichtungen. Einen Überblick über ihr künstlerisches Schaffen geben Erdmann Wingert und M. A. Noël.